# Medon ripicola
Medon ripicola är en skalbaggsart som först beskrevs av Ernst Gustav Kraatz 1854.  Medon ripicola ingår i släktet Medon, och familjen kortvingar. Enligt den svenska rödlistan är arten otillräckligt studerad i Sverige. Arten förekommer på Öland. Arten har tidigare förekommit i Götaland men är numera lokalt utdöd. Artens livsmiljö är havsstränder, jordbrukslandskap.